# فرودگاه خدمات هوایی رد اند وایت
 فرودگاه خدمات هوایی رد اند وایت (به انگلیسی: Red & White Flying Service Airport) یک فرودگاه خصوصی است که یک باند فرود شن و خاک دارد و طول باند آن ۱۴۶۳ متر است. این فرودگاه در کشور ایالات متحده آمریکا قرار دارد و در ارتفاع ۱۳۲۴ متری از سطح دریا واقع شده‌است.